# Susan Seipel

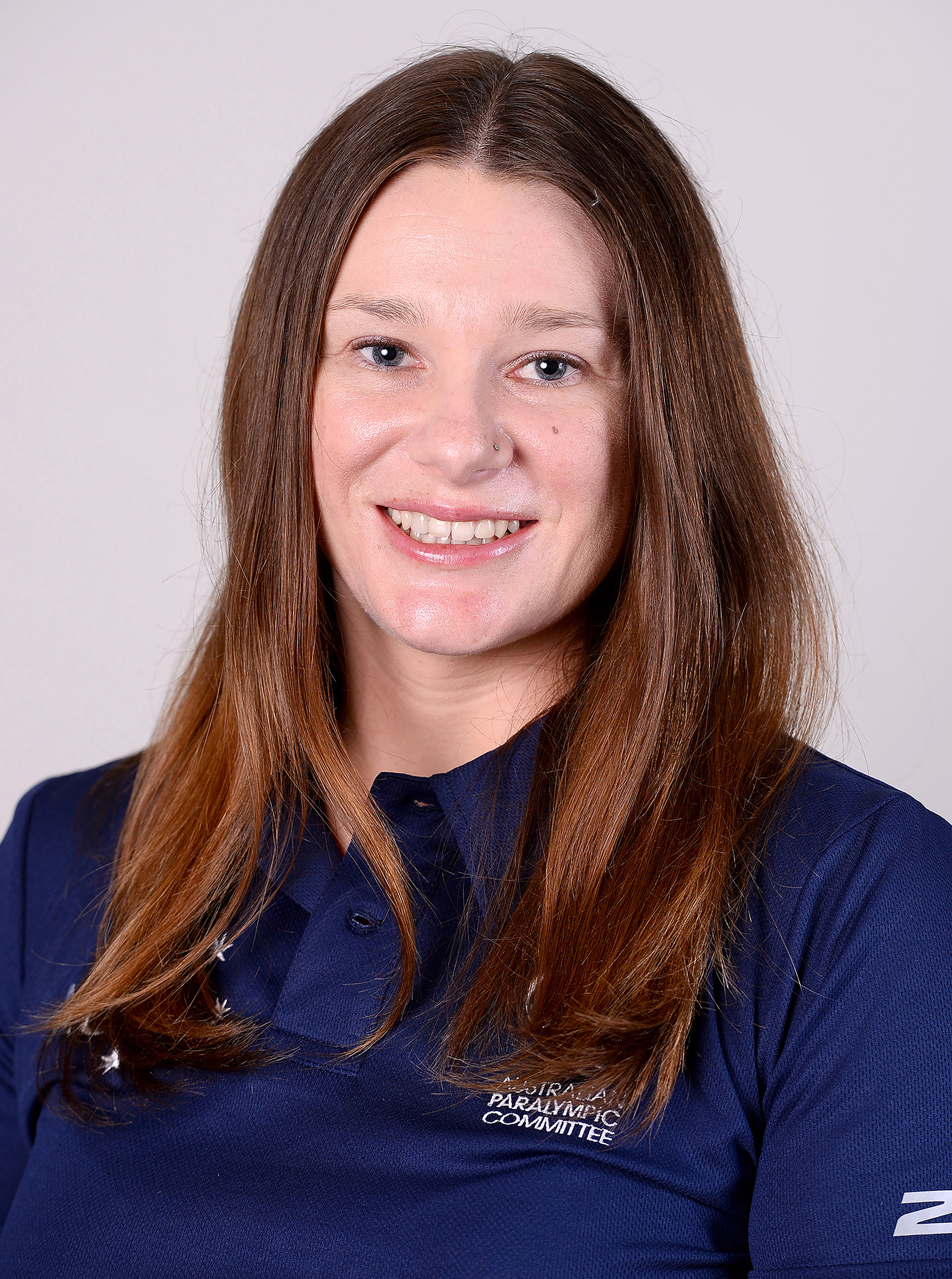
Susanne Seipel, 2015

 Susan Seipel (* 4. April 1986 in Ipswich (Queensland), Australien) ist eine australische Parakanutin. Sie war Gold- und Bronzemedaillengewinnerin im Kajak und Auslegerkanu bei den Weltmeisterschaften 2015 und 2016. Bei den Paralympics 2016 in Rio de Janeiro gewann sie die Bronzemedaille.

## Leben
Seipel wurde mit Arthrogryposis multiplex congenita geboren, einer seltenen Erkrankung, die durch Verschmelzung von Gelenken und fehlende Muskelbildung in ihren Beinen gekennzeichnet ist. Sie besuchte das St Peter Claver College. 2003 erwarb sie Information Technology certificates I and II und beendete 2004 den TAFE course in Horse Management. Sie studierte an der University of Queensland, wo sie 2008 ein Diploma of Applied Science erhielt.

## Sportliche Karriere

### Schwimmen
Seipels sportliche Karriere begann im Alter von vier Jahren im Rahmen ihrer Physiotherapie, wo sie Schwimmen lernte. Sie wurde als Para-Schwimmerin eingestuft und hielt zwischen 1999 und 2001 sechs Queensland-State-Games-Rekorde und drei Australian-National-Age-Rekorde im Freistil und Rückenschwimmen.

### Reitsport
Im Alter von sieben Jahren lernte sie Reiten im McIntyre Riding Center for the Disabled in Brisbane. 1998 nahm sie zum ersten Mal an den National Riding for Disabled (RDA) Dressage Championships teil, wo sie in ihrem Aufwärmtest gegen internationale Reiter den ersten Platz belegte. Nachdem Seipel neun Jahre in Folge an diesen Meisterschaften teilgenommen hatte, gab sie 2006 ihr internationales Debüt bei der FEI Pacific Rim Para-Equestrian Dressage International im Milner Downs Equestrian Center in Langley, Kanada. Hier gewann sie eine Bronzemedaille und qualifizierte sich für die World Equestrian Games 2010 in Kentucky, konnte jedoch aus finanziellen Gründen nicht an der Veranstaltung teilnehmen.

#### Leistungen im Reitsport
- Australisches Para-Dressur-Team für die World Equestrian Games 2010
- Australian Riding for the Disabled (RDA): Nationale Dressurmeisterin 1999, 2006, 2008
- Reserve Para Equestrian Dressur Champion 2010
- Shortlist für die Paralympics 2008 in Peking
- State Riding for the Disabled, Queensland Dressage Champion 9 mal
- 2007: Queensland Young Achiever for Sports Award
- 2009: Equestrian Australia National Para Dressage Development Squad
- 2010: Equestrian Australia National Para Dressage Elite Squad

### Kanusport
2012 lernte sie bei der australischen Olympiateilnehmerin Amanda Rankin das Para-Kanu kennen und begann damit zu trainieren. 2013 wurde sie Mitglied des Brisbane Canoeing Club. Sie nahm an den ICF Canoe Sprint World Championships 2014 in Moskau teil, wo sie den sechsten Platz in der KL2 (ehemals TA) K1 200 m der Frauen belegte.
Eine Woche später nahm sie an den IVF 2014 Outrigger Canoe World Championships in Rio de Janeiro teil. Sie gewann eine Silbermedaille in einem V1-Einzelrennen und mit dem australischen Team zwei Goldmedaillen in den OC6-Teambewerben (Sechs-Personen-Auslegerkanu).
Bei den Kanurennsport-Weltmeisterschaften 2015 in Mailand gewann sie die Goldmedaille in den V-1 Frauen 200 m VL2 und die Bronzemedaille in den K-1 200 m KL2 Frauen. 2016 bei der ICF Para-Kanu – Weltmeisterschaft in Duisburg gewann sie die Goldmedaille und die Bronzemedaille im 200 m KL2 Frauen. Bei den Sommer-Paralympics 2016/Parakanu in Rio de Janeiro wurden zum ersten Mal in insgesamt sechs Wettbewerben im Parakanu Medaillen vergeben. Curtis McGrath, Amanda Reynolds, Colin Sieders, Dylan Littlehales, Jocelyn Neumueller und Seipel waren die australischen Teilnehmer und Seipel gewann die Bronzemedaille über 200 m KL2.
Bei den 2017 Kanu-Weltmeisterschaften in Račice u Štětí, Tschechien, gewann Seipel die Goldmedaille im Frauen-VL2 200 m und wurde Vierte in den KL2 200 m Frauen. Bei den ICF Canoe Sprint World Championships 2018 in Montemor-o-Velho, Portugal, wurde sie Sechste in den KL2 200 m Frauen und Vierte in den VL2 200 m Frauen. In Szeged, Ungarn gewann sie bei den 2019 Kanu-Weltmeisterschaften die Silbermedaille in den VL2 Frauen 200 m und die Bronzemedaille in den KL2 200 m Frauen.
Seipel wurde ausgewählt, um an den Sommer-Paralympics 2020 teilzunehmen, welche voraussichtlich vom 24. August bis zum 5. September 2021 in Tokio ausgetragen werden.

## Ehrungen
(Quelle: International Canoe Federation)
- 2007: Queensland Young Achiever Coates Sports Award
- 2010: Equestrian Queensland Para-Equestrian of the Year Award. Sporting Dreams Developing Athlete Award
- 2014: Sporting Wheelies Senior Female Athlete of the Year Award